# Bata (Arad)
Pour les articles homonymes, voir Bata.
Bata (en hongrois : Batta) est une commune du județ d'Arad, Roumanie qui compte 1 088 habitants.
La commune est composée de quatre villages : Bacău de Mijloc, Bata, Bulci (village) et Țela.

## Culture
D'après le recensement de 2011, la commune compte 1 088 habitants, en forte baisse par rapport au recensement de 2002 où elle en comptait 1 226.